# Bács Volán

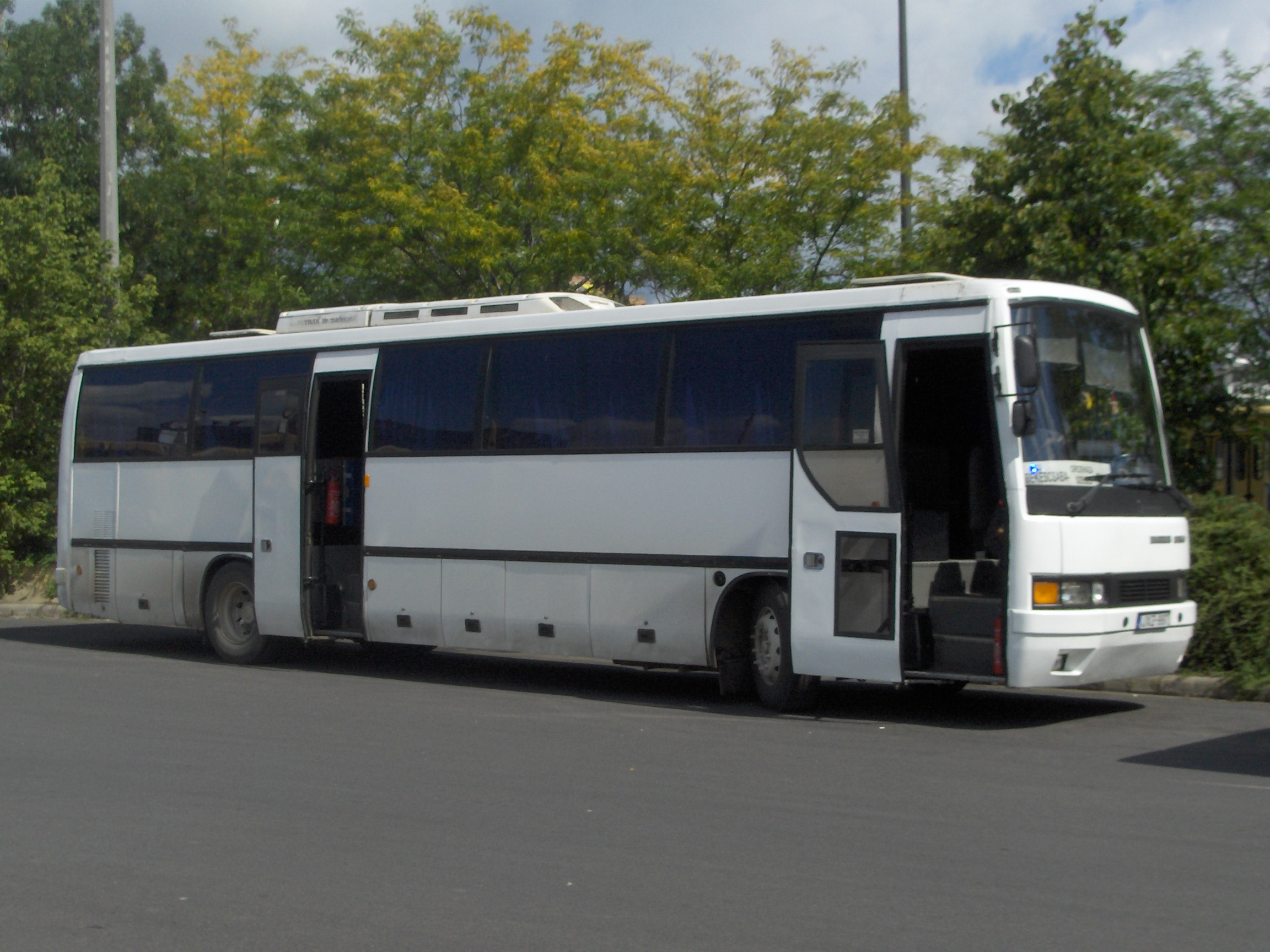
A Bács Volán egyik Ikarus busza

A Bács Volán Zrt. egy magyarországi közlekedési vállalat volt. Ellátási területe Bács-Kiskun megye délnyugati és kis részben Baranya megye Dunától keletre fekvő részére koncentrálódott. Baja, Bácsalmás és Jánoshalma kiindulási ponttal, helyi, helyközi és távolsági autóbuszjáratokat üzemeltetett. A cég 2015. január 1-jével szűnt meg, amikor jogutódlással beolvadt a DAKK Dél-alföldi Közlekedési Központba.

## Autóbusz járatai
A Bács Volán távolsági járatokat közlekedtetett Bajáról Hévízre, Pécsre, Veszprémbe, Székesfehérvárra, Budapestre, Szolnokra, Kecskemétre, Szentesre, Békéscsabára és Szegedre, valamint Bácsalmásról Kecskemétre. Az utóbbi évek menetrendi átalakulásai nyomán megszűnt a hévízi, a székesfehérvári és a szentesi járat, ellenben létrejött egy Pécs - Baja - Szeged - Békéscsaba járatpár.
Helyközi járatai elsősorban Baja, Bácsalmás és Jánoshalma környékét látták el, de járatai eljutottak Szekszárd, Dunapataj, Akasztó, Tázlár, Pusztamérges és Kelebia környékére is. Legtávolabbi külső telephelyes autóbuszai Dunapatajon, Akasztón és Kelebián voltak.
Helyi járatokat két városban közlekedtetett: Jánoshalmán és Baján. 

## Járművek
A társaság 85 saját tulajdonú járművel rendelkezik.
Helyközi és távolsági autóbuszok:
- 1 Ikarus 250
- 3 Ikarus 256
- 8 Ikarus 260
- 5 Ikarus 263
- 11 Ikarus C56
- 1 Ikarus C63
- 1 Ikarus 350
- 1 Ikarus 396
- 5 Ikarus 415
- 4 Ikarus E94
- 7 Ikarus E95
- 2 Ikarus E98
- 1 Ikarus 955
- 4 Credo EC11
- 11 Credo EC12
- 7 Credo IC12
- 6 Credo EN12
- 3 MAN SL223
- 3 Volvo 8700
- 1 Heuliez GX117

## Külső hivatkozások
- Bács Volán Zrt. (magyarul)
- Bács Volán Zrt. járművei (magyarul)